# مونتيشياري
مونتيشياري (بالإيطالية: Montichiari)‏ مدينة تقع في إقليم لومبارديا في مقاطعة بريشا في إيطاليا، تحتوي المدينة على مطار غابرييل دانونسيو ، وهي مركز للمعارض وتضم قلعة تاريخية تسمى قلعة بونوريس (بالإيطالية: Castello Bonoris)‏، بلغ عدد سكان المدينة سنة 2011 نحو 24 ألف نسمة.

## السكان
في سنة 1861 بلغ عدد السكان 7٬204 نسمة، وتطور العدد ليصل في سنة 2011 لـ 23٬734 نسمة.
يظهر هذا المخطط البياني تطور النمو السكاني لـ مونتيشياري

## مدن شقيقة
- بسكارا
- جامبيتولا

## أعلام
- فابيو بيرتولي
- ماركو فيستا